# Jackie DeShannon
Jackie DeShannon, vlastním jménem Sharon Lee Myers, (* 21. srpna 1941) je americká zpěvačka. Zpěvu se věnovala již od dětství. Koncem padesátých let začala pod různými jmény vydávat první nahrávky. V roce 1960 podepsala nahrávací smlouvu se společností Liberty Records. Později spolupracovala například s Randym Newmanem. Jejm prvním manželem byl Irving „Bud“ Dain, který pracoval pro vydavatelství Liberty Records (1966–1967). V roce 1977 se provdala za skladatele Randyho Edelmana.